# Jessica Costanzo
Jessica Costanzo (Torino, 19 gennaio 1984) è una politica italiana.

## Biografia
Nata a Torino, ha frequentato il Liceo Europeo ad indirizzo giuridico-economico all'istituto Maria Ausiliatrice. Si laurea in Scienze Politiche, specializzandosi in Relazioni internazionali con 110 e lode all'Università di Torino, successivamente consegue un Master in Relazioni internazionali e studi strategici. Alle elezioni politiche del 2018 è eletta deputata del Movimento 5 Stelle. È membro dal 21 giugno 2018 della XI Commissione (Lavoro pubblico e privato).
Dal 2008 al 2018 ha lavorato nel settore della formazione professionale; dal 2013 al 2017 ha lavorato come collaboratrice del Gruppo Consiliare Movimento 5 stelle Piemonte c/o il Consiglio regionale del Piemonte.

### Carriera politica
Nel 2013 aderisce al Movimento 5 Stelle. Alle elezioni regionali in Piemonte del 2014 risulta la prima dei non eletti nella lista del Movimento 5 Stelle del collegio di Torino.
Alle elezioni politiche del 4 marzo 2018 è stata candidata alla Camera dei deputati, nella circoscrizione Piemonte 1, nelle liste del Movimento 5 Stelle. Il 18 febbraio 2021 annuncia in aula che avrebbe votato contro la fiducia al governo Draghi, votando secondo coscienza. Il 19 febbraio 2021 viene espulsa dal gruppo parlamentare Movimento 5 Stelle per aver votato in dissenso dal gruppo. Ha votato contro: l'obbligatorietà dei vaccini anti Covid-19, l'introduzione del Green Pass sui luoghi di lavoro e l'invio di armi nella guerra in Ucraina.
È stata sottoscrittrice della mozione per concedere lo status di rifugiato politico a Julian Assange, tra le sue principali battaglie politiche trasformate in proposte di legge depositate: Abrogazione della legge Fornero (Modifica dell'articolo 4 del decreto legislativo 4 marzo 2015, n. 23, in materia di indennità dovuta al lavoratore in caso di licenziamento affetto da vizio formale o procedurale); il contrasto allo sfruttamento del lavoratore attraverso la depenalizzazione dei reati di somministrazione abusiva, dell’utilizzazione illecita, dell’appalto illecito e del distacco illecito (Disposizioni in materia di società cooperative, appalto, somministrazione di lavoro e distacco di lavoratori).